# FareItalia
FareItalia (en italien, Faire l'Italie, nom complet FareItalia per la costituente popolare) est un parti politique italien, de type libéral-conservateur.

## Historique
Cette composante du groupe mixte a été fondée en avril 2011 par Adolfo Urso, Andrea Ronchi et Giuseppe Scalia comme une faction modérée au sein de Futur et liberté pour l'Italie (FLI) en opposition avec Italo Bocchino et Fabio Granata, considérés comme trop radicaux,. Au mois de mai, Ronchi démissionne de l'assemblée nationale de FLI
. En juin, les trois députés quittent FLI. Depuis lors, ils ont fonctionné comme un appui externe au Peuple de la liberté le parti auquel ils appartenaient avant d'être membres fondateurs de FLI en juillet 2011. La composante FareItalia compte quatre députés (Urso, Ronchi, Scalia et Antonio Buonfiglio et deux sénateurs inscrits au groupe Cohésion nationale : Giuseppe Menardi et Maurizio Saia.
C'est seulement le 9 novembre 2011 qu'« a été autorisée, à l'intérieur du groupe mixte, la formation politique Fareitalia per la costituente popolare », communication de Gianfranco Fini à la Chambre des députés.

## Dirigeants
- Président : Adolfo Urso (2011–)
- Secrétaire-général : Andrea Ronchi (2011–)
- Secrétaire administratif : Maurizio Saia (2011–)
- Coordinateur : Giovanni Collino (2011–)